# 阿部正福
阿部正福（日语：／ Abe Masayoshi，1700年7月21日—1769年11月7日），日本江戶時代中期大名。备后福山藩第2代藩主。阿部家宗家6代。
福山藩初代藩主阿部正邦四男，母亲为中村氏。正室为松平定直之女，继室为岛津吉贵养女（鸟居忠英之女）。

## 经历
元禄13年（1700年），作为前任藩主阿部正邦的四男在江户藩邸出生。正德3年（1713年）7代将军德川家继宣布其成为嗣子，正德5年（1715年）、父亲正邦去世，16岁的正福继承了福山藩，至宽延元年（1748年）隐居之间的34年担任着藩主。是福山藩阿部氏中仅次于4代藩主阿部正伦、第二长在位时间的藩主。因为父亲正邦在入封之初就尽快掌握了领内的实际状况，致力于贡租、编制等藩制整备，所以正福就沿着他父亲的政策走了下去。然而，在受封第3年享保2年（1717年）的秋天，横跨福山藩全部领地的百姓一揆爆发，又在享保4年（1719年）时受命接待朝鲜通信使，更在享保6年（1721年）遭受福山城下西方的芦田川泛滥之灾。
在农政中，正福认识到由于农民阶级分化、衰败农民的增加和贫富差距的扩大，这不是由元禄检地造成的増税造成的，而村吏们的不公正和浪费是主因，从而实施了纲纪整顿和赋役的公正化等政策。同时，限制分地和限制结婚年龄来阻止农民的极端零碎化。这些的政策取得了一定程度的成果，不过、享保17年（1732年）的享保大饑荒所造成的财政打击却使这样的努力一笔勾销了。宽保2年（1742年）又被命令帮助由利根川泛滥而做修缮，也成为了极大的财政负担。
延享2年（1745年）11月、正福47岁新任老中，从而一跃而上就任大坂城代。其后阿部氏作为谱代的名门在幕阁中屡屡登场。可是，延享4年（1747年）12月，抱病2年后辞任大坂城代，翌年的宽延元年（1748年）11月19日、将家督让给次子正右之后隐居了。只是，此后长寿地直到明和6年（1769年）10月10日才逝世，享年70岁。

## 官位
- 1714年（正德4年）伊勢守
- 1715年（正德5年）3月12日 就任二代藩主
- 1745年（延享2年）拜从四位下、就任大坂城代
- 1747年（延享4年）退任大坂城代
- 1748年（宽延元年）11月19日 退任藩主（在任33年又8月）

## 相关链接
- （日語） 福山誠之館同窓会 阿部正福
- （日語） 福山城（福山城博物館） （页面存档备份，存于）
- （日語） 備後歴史探訪俱乐部特別版「福山城」
- （日語） 福山誠之館同窓会 （页面存档备份，存于）